# パウル・ヴァインシュタイン
パウル・ヴァインシュタイン（Paul Weinstein、1878年4月5日 - 1964年8月16日）は、ドイツの男子陸上競技選手である。彼は、1904年に開催された1904年セントルイスオリンピックの走高跳で銅メダルを獲得した。

## 経歴
ヴァインシュタインは、セントルイスオリンピックと1906年アテネオリンピック の2回、オリンピックに出場した。そのうち、セントルイスオリンピックの走高跳で銅メダル獲得を果たしている。
セントルイスオリンピックでの走高跳競技は、3つの国から6人の選手が出場して予選なしの決勝のみで8月29日に実施された。競技結果は、アメリカ合衆国代表のサミュエル・ジョーンズが1メートル80センチの記録で優勝した。ヴァインスタインはアメリカ代表のギャレット・サーヴィスと同記録の1メートル77センチを記録したが、順位決定戦の結果、銅メダルを獲得することになった。
なお、彼の弟のアルベルト（en:Albert Weinstein）も陸上選手であり、1908年ロンドンオリンピックの走幅跳で7位に入っている。

## オリンピックでの成績
| 年   | 大会                     | 場所                     | 種目         | 結果     | 記録     |
| ---- | ------------------------ | ------------------------ | ------------ | -------- | -------- |
| 1904 | セントルイスオリンピック | セントルイス（アメリカ） | 走高跳       | 3位      | 1.77m    |
| 1904 | セントルイスオリンピック | セントルイス（アメリカ） | 棒高跳       | 7位      | 記録不明 |
| 1906 | アテネオリンピック       | アテネ（ギリシャ）       | 走高跳       | 8位      | 1.650m   |
| 1906 | アテネオリンピック       | アテネ（ギリシャ）       | 立ち高飛び   | 7位      | 1.250m   |
| 1906 | アテネオリンピック       | アテネ（ギリシャ）       | 走幅跳       | 16位     | 5.725m   |
| 1906 | アテネオリンピック       | アテネ（ギリシャ）       | 立ち幅跳び   | 23位     | 2.650m   |
| 1906 | アテネオリンピック       | アテネ（ギリシャ）       | 三段跳       | 9位      | 12.615m  |
| 1906 | アテネオリンピック       | アテネ（ギリシャ）       | やり投自由形 | 順位不明 | 記録不明 |